# Gaetano Bianchi
Pour les articles homonymes, voir Bianchi.
Gaetano Bianchi (Florence, février 1819 – 1892) est un restaurateur d'art et un peintre italien qui fut actif au XIXe siècle.

## Biographie
Fils de Giovan Battista Bianchi dit Il Rosso,  tenancier de bains sur les bords de l'Arno, près du Ponte Vecchio, et raccommodeur de filets de pèche,  Gaetano Bianchi entre jeune comme apprenti garçon-laveur de parchemin chez un relieur de la papeterie Pistoi in Condotta ;  de la manipulation et la contemplation de vieux manuscrits, naquit chez lui la passion de la peinture ancienne ; il devint un peintre et restaurateur d'œuvres d'art après avoir acquis une  forte connaissance historique et la maîtrise de techniques anciennes issues du Moyen Âge. Cela  lui permit d'imiter les maîtres anciens et de restaurer de nombreuses fresques  dans les églises, palais et villas de Florence et de la Toscane,  en particulier dans la Basilique Santa Maria Novella (1850), la basilique Santa Croce (1852 et 1884), Orsanmichele (1864), le Couvent San Marco (1869), le Bargello, l'église Santa Felicita et à Arezzo, sur des peintures de Piero della Francesca.
Mort en 1892 dans sa maison de la Via Santa Reparata, de nombreux artistes et leurs admirateurs firent poser par la ville une plaque commémorative.

## Œuvres
- Fiorentini offrono al Battistero, al ritorno da Campaldino, le spoglie del vescovo di Arezzo (1843), concours de l'Académie[3].
- Maria Mater Gratia, huile sur toile, 150 × 162 cm,
- Autoportrait au corridor de Vasari dépendant des Offices, Florence.
- L'Attaque du château, collection privée, États-Unis

## Principales restaurations à Florence
- Fresques du Chiostro Verde de Santa Maria Novella (1850)
- Pilastres fresqués de Santa Maria Maggiore
- Fresques de Giotto recouvertes de la Chapelle Bardi, Santa Croce, Florence (1852)
- Voûte d'Orsanmichele (1864)
- Couvent San Marco (1869)
- Palais du Bargello (à l'exclusion de la chapelle rénovée par Marini)
- Salle de Clément VII, Salle de Laurent le Magnifique, Quartier d'Éléonore,  plafond du salon des Cinq-Cents au palazzo Vecchio (1887-1888)